# モリゾー・キッコロ 森へいこうよ!

愛・地球博記念館オープンギャラリーのモリゾー（右）とキッコロ（左）の像

『モリゾー・キッコロ 森へいこうよ!』（モリゾー・キッコロ もりへいこうよ）は、NHK教育テレビ→NHK Eテレで放送された、自然をテーマにした子供向け番組（環境教育番組）である。

## 概要
自然観察や自然で遊ぶことのプロを講師に迎え、モリゾーとキッコロが森（稀に海に出かける事がある、この時の講師はさかなクン）に出かけて、遊んだり、自然についての勉強をしたりするというもの。モリゾーとキッコロは2005年に開催された2005年日本国際博覧会（愛・地球博）の公式キャラクターで、キャラクターのライセンスを保有する一般財団法人地球産業文化研究所 (GISPRI) の許諾を得て登場させている。
番組開始当初は着ぐるみのモリゾーとキッコロが子供達（アイビィーカンパニー・巣山プロダクション等に所属する子役タレント）と一緒に学ぶという形で進行していたが、2010年度からは子供達に替わってウド鈴木（キャイ〜ン）と入来茉里が進行役として出演しており、モリゾーとキッコロもCG合成による出演に替わっている。
2010年度からは新コーナー「泣き虫つむたの いきもの大冒険」がスタートしている。かたつむり“つむた”（声優：白石涼子）が、世界各地でいろんな生きもの（声優：全て進藤尚美）と出会い、少しずつ成長していく物語となっている。
ハイビジョン制作。2009年度については、土曜日の再放送はマルチ編成のため標準画質での放送となっていた。
2015年3月28日を以て放送終了。番組は8年の歴史に幕を閉じた。後番組は「なりきり!むーにゃん生きもの学園」。

## 出演者
進行役（2010年度以降）
- ウド鈴木（キャイ〜ン）
- 入来茉里

講師（各回ごとに1名ずつ出演）
- ジョン・ギャスライト（ツリークライマー）
- 佐々木洋（プロナチュラリスト）
- 山田陽治（自然観察指導員）
- 柳生真吾（園芸家、初期に出演）

声の出演
- モリゾー：八奈見乗児
- キッコロ：渡辺菜生子

## 放送時間
いずれも日本時間。
2007年度
- 毎週土曜日9:00 - 9:15
- 同日17:45 - 18:00（再放送）

2008年度
- 毎週土曜日9:50 - 10:05
- 毎週日曜日17:35 - 17:50（再放送）

2009年度
- 毎週日曜日17:35 - 17:50
- 毎週土曜日11:00 - 11:15（再放送）

2010年度
- 毎週日曜日17:35 - 17:50
- 毎週土曜日7:15 - 7:30（再放送）

2011年度 - 2014年度
- 毎週土曜日7:15 - 7:30
- 毎週木曜日15:45 - 16:00（再放送）